# 拉伊西奧

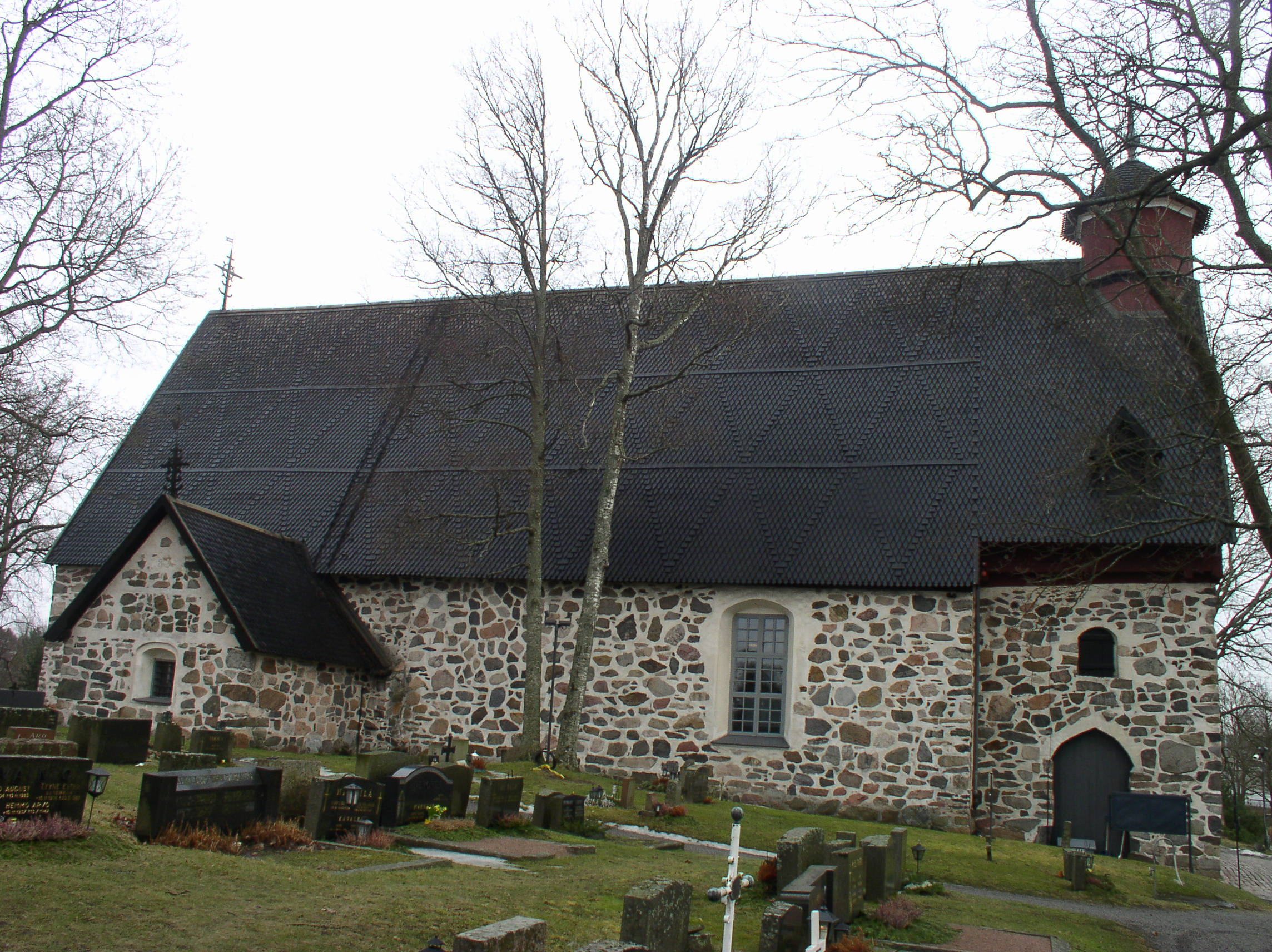
拉伊西奥教堂

拉伊西奧（芬蘭語：Raisio）是芬蘭西南芬蘭區的市鎮，位於該國西南部，面積50.06平方公里，2012年人口24,564，其中約95%居民的母語是芬蘭語。

## 外部連結
- 拉伊西奥市官方网站 （文） （瑞典文） （英文）
- Raisio Group （页面存档备份，存于） （文） （英文）
- Mylly shopping center （页面存档备份，存于） （文） （瑞典文） （英文）

60°29′10″N 22°10′10″E / 60.4861°N 22.1694°E